# GNU Compiler for Java
A GNU Compiler for Java (GCJ vagy gcj) egy szabad szoftver fordítóprogram a Java programozási nyelvhez és része a GNU fordító gyűjteménynek. Több mint tíz évig a GNU Compiler Collection része volt, de 2017-től már nem tartják karban, és nem lesz része a jövőbeni kiadásoknak.
A GCC 7-től kezdve a GCC Java frontend és a hozzá tartozó libjava futásidejű könyvtár eltávolításra került a GCC-ből.
Az aktuális utolsó állapot szerint a GCJ legfeljebb a Java 1.4-es verzióját támogatja, és nem támogatja a JDK 1.5-ben bevezetett újabb nyelvi és futásidejű funkciókat.
A GCJ képes a Java kódot lefordítani JVM bájtkódra, vagy direkt módon a számos CPU architektúra bármelyikének gépi kódjára. Képes továbbá lefordítani bájt kódot tartalmazó class fájlokat vagy teljes JAR fájlokat gépi kódra.

## Története
Csaknem minden futtatókörnyezet könyvtár (angolul runtime library), amit a gcj használ a GNU Classpath projektből jön, (de különböznek a  libgcj  könyvtáraitól). A gcj a 4.3 verziótól, össze lett integrálva az ecj-vel, ami az Eclipse java fordítója.
A 2007-es állapot szerint rengeteg munkát öltek bele abba, hogy a GNU Classpath támogassa a Java két grafikus API-jét: AWT-t és Swing-et. 2008 táján az AWT-s támogatásához a munka folyamatban volt, az akkori állítás szerint a Swing-es támogatási projektet ez után tervezték folytatni. Ez a fejlesztés a jelek szerint nem történt meg. A GNU CLASSPATH fejlesztés még a Java 1.2-vel kompatibilis állapotig sem készült el, és a 2010–2020-as években úgy tűnik, hogy teljesen felhagytak a fejlesztésével (abandoned állapotban van).
2009-es állapot szerint nem jelentettek be újabb fejlesztéseket a gcj-től. A termék jelenleg csak karbantartási üzemmódban van.

## Teljesítmény
A GCJ-vel gépi kódra lefordított Java kódnak elvileg gyorsabban kéne elindulnia, mint a vele ekvivalens a JVM által elindított bájtkódnak.
Habár az indulás után a GCJ-vel fordított Java kód nem szükségszerűen hajtódik végre gyorsabban, mint a modern JIT-engedélyezett JVM által végrehajtott bájt kód.
Ez még akkor is igaz, ha a GCJ-t haladó szintű optimalizációs opciókkal hívják meg, mint pl. a -fno-bounds-check -O3 -mfpmath=sse -msse2 -ffast-math -march=native;. Ebben az esetben a lefordított program akár felül is múlhatja a JVM teljesítményét, persze attól függően, hogy milyen műveleteket hajt végre a kód az adott esetben.

## CNI - lefordított natív interfész
A CNI (Compiled Native Interface, korábban Cygnus Native Interface), egy szoftverkeretrendszer a gcj-hez, mely lehetővé teszi a Java kódnak, hogy hívjon natív alkalmazásokat (azaz olyan programokat, melyek hardver és operációs rendszer platform specifikusak), C++-ban írt könyvtárakat ill. ezekből is hívható legyen.
A CNI meglehetősen hasonlít a Java Native Interface (JNI) keretrendszerre, amely sztenderdként jön számos Java virtuális géppel, habár a CNI szerzők  azt állítják, hogy számos előnye van a JNI-vel szemben:
Azért használjuk a CNI-t, mert jobb megoldásnak gondoljuk, különösen egy olyan Java implementációhoz, amely azon az ötleten alapul, hogy Java nem más, mint csak egy másik programozási nyelv, amely implementálható a sztenderd fordítási technikák használatával. Ezt alapul véve, valamint az ötletet, hogy a nyelveket a Gcc használatával implementálva kompatibiliseknek kellene lenniük - ahol ez értelmes -, az következik, hogy a Java hívási konvenciója gyakorlatilag annyira hasonlónak kell legyen ahhoz, hogy más nyelvekre is használhatjuk különösen C++-ra. Habár a Java-ra úgy tekinthetünk, mint a C++ egy részhalmazára. A CNI csak segítő funkciók és konvenciók egy halmaza, amely abból az ötletből indult ki, hogy a C++-nak és Java-nak *ugyanaz* a hívási konvenciója és objektum elhelyezése van; így binárisan kompatibilisek. (Ez kissé nagyvonalú, de még pontos leegyszerűsítése a dolgoknak.)
CNI attól függ, hogy a Java osztályok hogyan jelennek meg C++ osztályokként. Például adott egy Java osztály,
```
public
 
class
 
Int

{

   
public
 
int
 
i
;

   
public
 
Int
(
int
 
i
)
 
{
 
this
.
i
 
=
 
i
;
 
}

   
public
 
static
 
Int
 
zero
 
=
 
new
 
Int
(
0
);

}

```

melyet így lehet használni:
```
#include
 
<gcj/cni.h>

#include
 
<Int>

Int
 
*
mult
(
Int
 
*
p
,
 
int
 
k
)

{

  
if
 
(
k
 
==
 
0
)

    
return
 
Int
::
zero
;
  
// Static member access.

  
return
 
new
 
Int
(
p
->
i
 
*
 
k
);

}

```

## Fordítás
Ez a szócikk részben vagy egészben  a   GNU Compiler for Java című angol Wikipédia-szócikk ezen változatának fordításán alapul.  Az eredeti cikk szerkesztőit annak laptörténete sorolja fel. Ez a jelzés csupán a megfogalmazás eredetét és a szerzői jogokat jelzi, nem szolgál a cikkben szereplő információk forrásmegjelöléseként.